# ديانا رودين
ديانا هوب رودين (بالإنجليزية: Diana Rowden)‏ (31 يناير 1915 - 6 يوليو 1944) بطلة بريطانية في الحرب العالمية الثانية عملت في سلاح الجو الملحق للنساء والعمليات التنفيذية الخاصة.
كانت رودن عضوًا في فرقة العمليات البريطانية الخاصة والفاعلة في الأراضي الفرنسية المحتلة خلال الحرب العالمية الثانية حيث كانت تعمل ساعية بريد حتى اعتقلها الغيستابو (الشرطة السرية الألمانية) لتُعدم في وقت لاحق.

## حياتها المبكرة
وُلدت رودين في إنجلترا للرائد في الجيش البريطاني ألدريد كليمنت رودين وزوجته مورييل كريستيان مايتلاند-ماكجيل كريتشتون التي تزوجها في 16 يوليو 1913. لم يكن زواجهما ناجحًا وانفصل والداها عندما كانت لا تزال طفلة صغيرة، لتنتقل مع والدتها وشقيقيها موريس إدوارد ألفريد وسيسيل ويليام ألدريد إلى جنوب فرنسا. قضت مع أخويها معظم وقتهم هناك على الشاطئ في صيد الأسماك وركوب القوارب والسباحة والطيران الشراعي.
التحقت رودين بالمدارس في سانريمو وكانت في الساحل الفرنسي الجنوبي، لكن لم يمضِ وقت طويل حتى عادت أسرتها إلى إنجلترا واستقرت في هادلو داون شرق ساسكس حيث واصلت تعليمها في مدرسة مانور هاوس في ليمبسفيلد، سوراي. كانت والدتها واعية ومدركة بالشكل الكافي لتحرص على أن تتعلم رودين اللغة الإنكليزية بشكل لائق أثناء حياتهم في فرنسا.
عام 1933، عندما اعتبرت رودين أنها حصلت على قدرٍ كافٍ من التعليم، عادت إلى فرنسا مع والدتها (تركت أخويها في المدرسة في إنجلترا) وسجلت في جامعة السوربون لتبدأ رحلتها في الصحافة.

## من الصليب الأحمر إلى سلاح الجو النسائي الملحق 1940 – 1943
عندما غزت ألمانيا فرنسا عام 1940 تطوعت للعمل مع الصليب الأحمر الفرنسي وكُلفت بوحدة الإسعاف الأنجلو أمريكية. منع انهيار الحلفاء في مايو 1940 إجلاءها من فرنسا وبقيت هناك حتى صيف عام 1941 عندما هربت إلى إنجلترا عبر إسبانيا والبرتغال.
في سبتمبر 1941، انضمت إلى القوات الجوية النسائية الملحقة لتعمل في قسم رئيس الأركان الجوية كمساعد ضابط قسم لمهام المخابرات، قبل إرسالها في يوليو 1942 إلى موريتون إن مارش حيث تمت ترقيتها إلى ضابط القسم.

## ضابط عمليات خاصة 19433 - 1944
في أوائل مارس 1943، تلقت دعوة لإجراء مقابلة أولية مع ضابط من القوات الخاصة فأعجب بأدائها في المقابلة ولاحظ حماسها للعودة إلى فرنسا لمحاربة الألمان فقرر منحها فرصة الانضمام بعدما أثارت إعجاب من التقوها في القسم. عيّنت في المخابرات الجوية العاشرة في 18 مارس من العام 1943 وأرسلت فورًا للتدريب.
كان دورها الأساسي تسليم رسائل وتعليمات إلى العملاء السريين في فرنسا وكانت كثيرة السفر، ومعظم سفراتها تمت على دراجتها الهوائية في الأماكن القريبة منها، لكن مهامها لم تقتصر على تلك المنطقة بل وصل نشاطها لمناطق بعيدة مثل مرسيليا وليون وحتى باريس.
كانت رودين تخرج ليلًا لتلتقي بأعضاء المقاومة المحليين في الحقول على ضوء القمر، فتضع المشاعل لتوجيه الطائرات كي تقوم بإنزال الأسلحة والذخيرة والمتفجرات.   
بعد شهرٍ من وصولها، تعرّض زميلها جون ستار للخيانة ووقع في الأسر لتمضي ما تبقى من وقتها هاربة حتى تعرّفت على عائلة جانيير-دوبلي التي ساعدتها بالتخفي فصبغت شعرها وغيّرت مظهرها واستخدمت اسمًا جديدًا كان مارسيل.

## التوقيف والإعدام
في نوفمبر، تلقت رودن وزميلها يونغ رسالة تفيد بأن عميلًا جديدًا يدعى بينوا سينضم إليهما. وصل بينوا إلى منزل قريب وعرّف عن نفسه. في إحدى الليالي وبينما هم يستعدون لتناول العشاء، فُتِح باب المنزل على مصراعيه ودخل رجال الشرطة العسكرية الألمانية مدججين بالسلاح والرشاشات.
اقتيد المعتقلون الثلاث يونغ ورودن وبينوا إلى السجن ليتبين أن بينوا لم يكن سوى عميل ألماني منتحل للشخصية. عاد بينوا المزيف مدعيًا أنه قد أطلق سراحه ليبحث في المنزل عن أجهزة الاتصال لكنه لم يجد شيئًا لأن جهاز الاتصال كان قد أصبح بعهدة أحد رجال المقاومة.

## الانتقال إلى ألمانيا
في 13 مايو من لعام 1944، نقلت رودين مع 3 عميلات أخريات هنّ أندري بوريل وفيرا لي وسونيا أولشانيزكي مع 4 نساء أخريات بالقطار إلى ألمانيا حيث وضعن في زنزانات انفرادية وأوكلت إليهن أعمال يدوية كالحياكة وتقشير البطاطس. كان بإمكانهن سماع أصوات قصف طائرات الحلفاء فلم يفقدن الأمل لاعتقادهن بأن نهاية الحرب باتت وشيكة ما يعني اقتراب تحريرهن.

## الانتقال إلى ناتزويلر شتروتوف
في وقت ما بين الساعة الخامسة والسادسة من صباح يوم 6 يوليو 1944، نقل المساجين الأربعة إلى غرفة الاستقبال وسُلِّموا إلى رجلين من الشرطة العسكرية لينقلوا بواسطة شاحنة مغلقة إلى معسكر الاعتقال ناتزويلر شتروتوف في فرنسا، حيث اقتادهم رجال قوات الأمن الخاصة إلى زنزانة أسفل المخيم احتُجزن فيها حتى وقت متأخر من تلك الليلة لتوضعن في النهاية في زنزانات انفرادية.
أُخذت النساء لتخضعن للفحص الطبي فطُلب منهن خلع ملابسهن لإجراء الفحص، أعطين حقنًا قيل لهنّ إنها حقن طبية لكنها كانت جرعات قاتلة من الفينول. أخذت النساء إلى الفرن وحرقت جثثهن. يتحدث السجناء عما حدث فيقول سجين بولندي يدعى والتر شولتز، أخبره الطبيب إميل برتل بما يلي: «عندما كانت آخر امرأة توضع في الفرن، استفاقت لواقعها وبدأت تقاوم لكنها فشلت نظرًا للعدد الكبير من الرجال حولها، فتمكنوا من دفعها إلى الفرن لكنها قاومت وخدشت وجه أحد الجلادين بيتر شتراوب وقد بدا وجهه مصابًا في اليوم التالي».
أُعدم طبيب المخيم ويرنر روهدي بعد الحرب. حُكم على فرانز بيرج بالسجن لمدة خمس سنوات لكنه تلقى عقوبة الإعدام في محاكمة أخرى لارتكابه جريمة مختلفة وشُنق في نفس اليوم الذي قضى فيه روهدي. حُكم على قائد المعسكر فريتز هارتنشتاين بالسجن مدى الحياة بينما حكم على شتراوب بالسجن لمدة 13 عامًا.

## الجوائز والتكريمات
بعد وفاتها، مُنحت رودين وسامًا شرفيًا بريطانيًا وكُرِّمت من قبل الحكومة البريطانية، كما منحتها الحكومة الفرنسية وسام صليب الحرب عن خدمتها لفرنسا بين العامين 1939 و1945.
سُجّل اسمها في النصب التذكاري للحرب الوطنية الاسكتلندية في قلعة إدنبرة، وفي نصب رونيميد التذكاري في سوراي، إنجلترا، وغيرها العديد من النصب التذكارية.
تحول معسكر الاعتقال الذي توفيت فيه إلى موقع تاريخي للحكومة الفرنسية: لوحة لرودن والنساء الثلاث اللواتي توفين معها كجزء من نصب تذكاري في الموقع. في عام 1985 قام العميل والرسام بريان ستونهاوس الذي شاهد رودين وغيرها في معسكرات ناتزويلر شتروتوف قبل وفاتهن، برسم لوحة مائية للنساء الأربع معلقة حتى يومنا هذا في نادي القوات الخاصة في لندن.